# Sigmatomera rarissima
Sigmatomera rarissima là một loài ruồi trong họ Limoniidae. Chúng phân bố ở miền Australasia.